# Ladenstraße (Magdeburg)

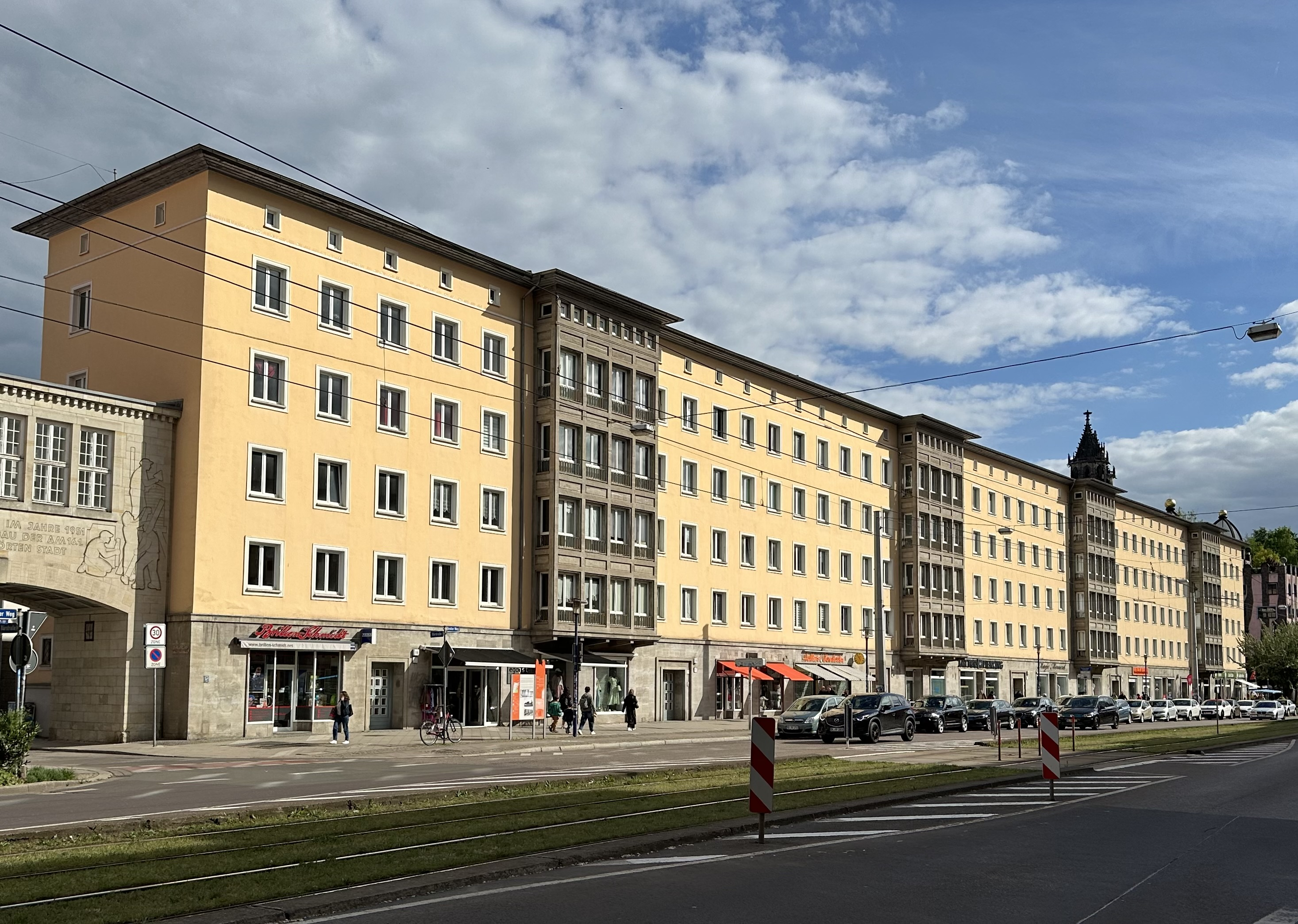
Breiter Weg 11 bis 16 im Jahr 2025

Die Ladenstraße ist ein Gebäudekomplex in Magdeburg in Sachsen-Anhalt. Er markiert den Beginn des großflächigeren Wiederaufbaus der Stadt nach dem Zweiten Weltkrieg.

## Lage
Die Häuser des Komplexes erstrecken sich beidseits des mittleren Teils des Breiten Wegs in der Magdeburger Altstadt, zwischen der Einmündung der Leiterstraße im Süden und der Einmündung der Goldschmiedebrücke im Norden.

## Architektur und Geschichte

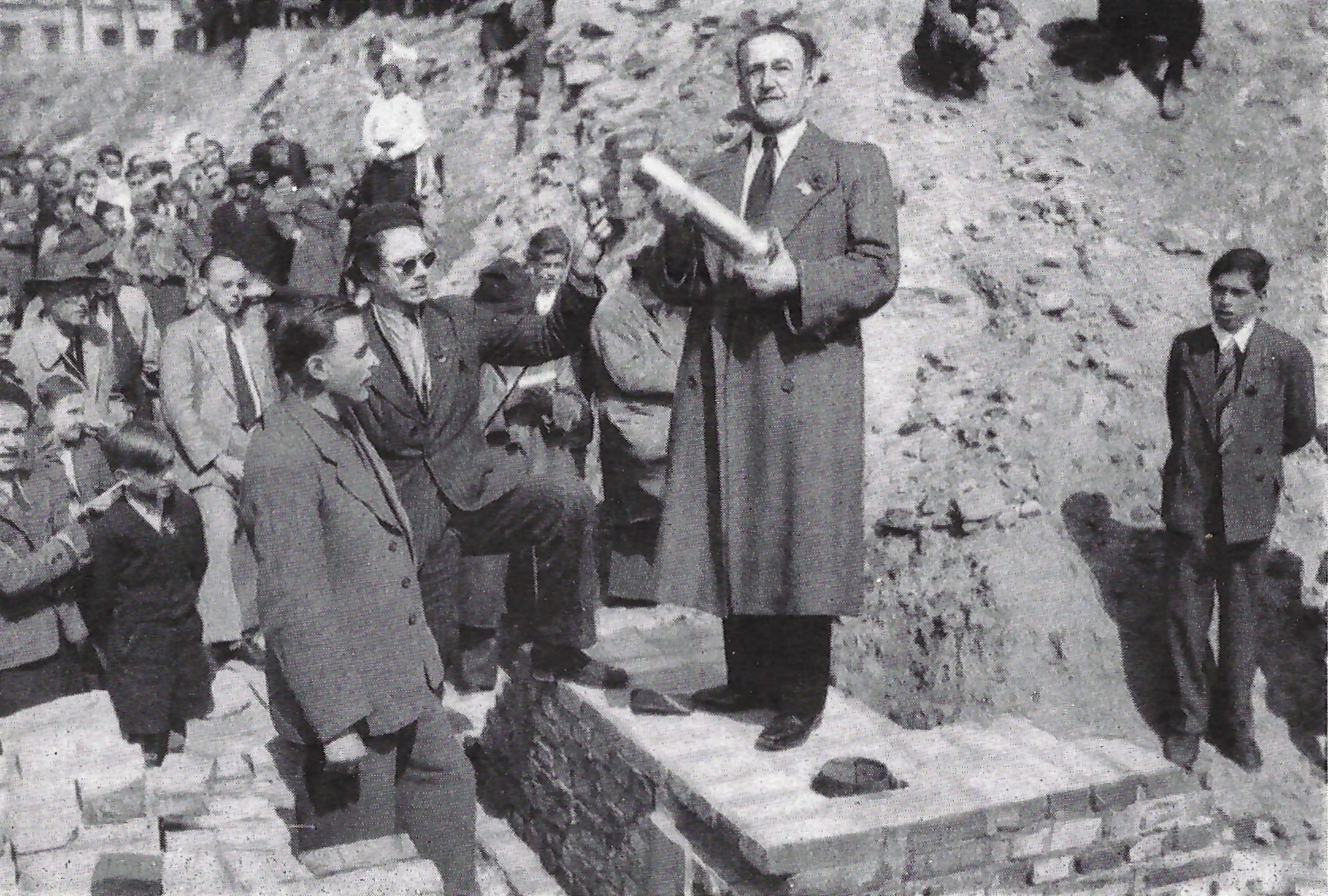
Grundsteinlegung vom 1. Mai 1951

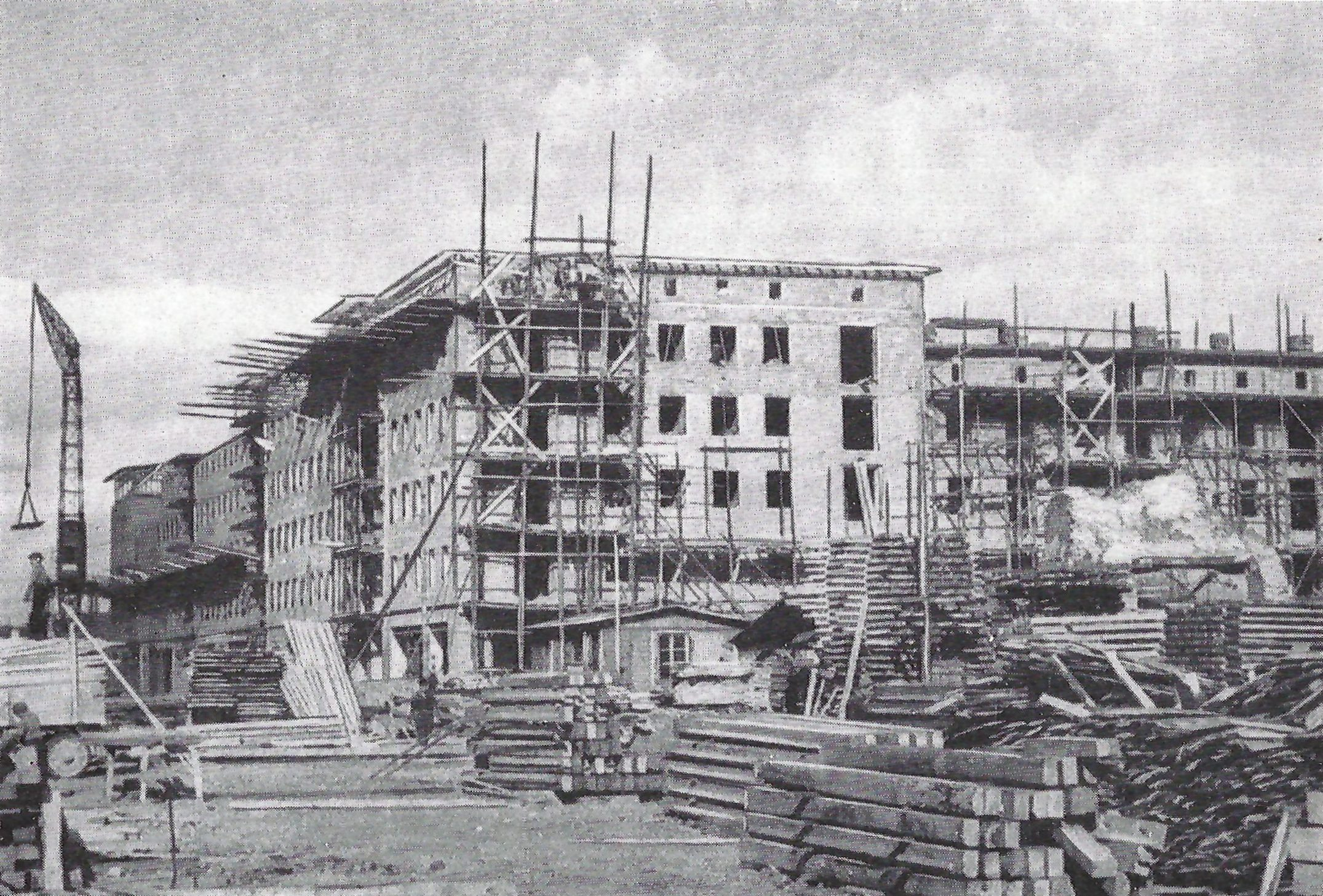
Bauarbeiten, 1951

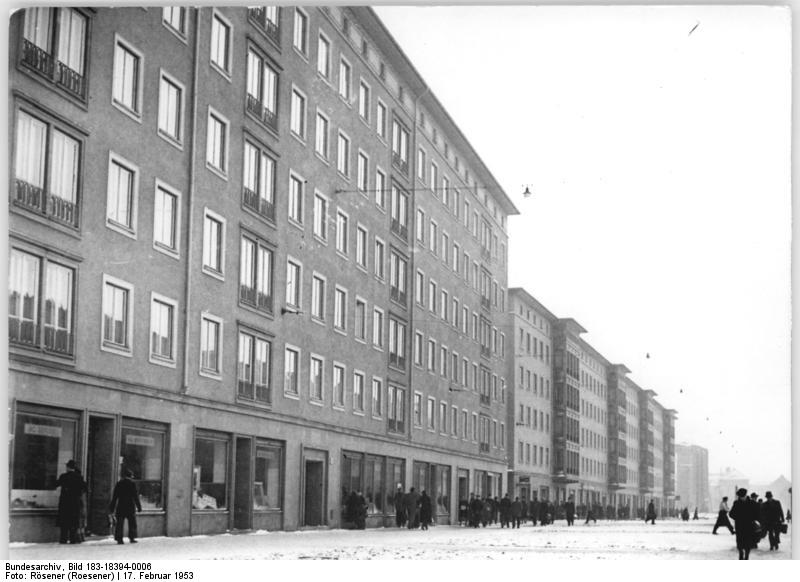
Ostseite, Blick von Norden, 1953

In der Zeit von 1951 bis 1953 entstand in diesem schwer von Zerstörungen des Zweiten Weltkriegs betroffenen Bereich dieser Neubaukomplex. Der vorher in diesem Gebiet bestehende Engpass des Breiten Wegs wurde dabei zugunsten einer deutlich breiteren Fassung des Straßenraums aufgegeben. Die historisch in dem Areal auf den Breiten Weg einmündende Steinstraße wurde aufgegeben und überbaut. Die Schildergasse wurde deutlich überformt und blieb nur als aktuell unbenannte Wegebeziehung erhalten. Auch die Reste einer Vielzahl historischer Gebäude wurden abgerissen, darunter die Häuser Zur Jagd, Zum Turm, Zum weißen Roß, Zum Türmchen, Zum blauen Stern, Zum goldenen Hirsch, Franziskaner, Zu den drei Rosen, Zu den drei goldenen Schlüsseln und Zum Himmelreich.
Die Grundsteinlegung erfolgte am 1. Mai 1951 durch den Magdeburger Oberbürgermeister Philipp Daub. Der Neuaufbau folgte den 16 Grundsätzen des sozialistischen Städtebaus. Es entstand eine geschlossene Randbebauung mit fünf- bis sechsgeschossigen Gebäuden. In den Erdgeschossen der in traditioneller Ziegelbauweise errichteten Häuser wurden Ladengeschäfte und Gastronomie untergebracht. Insgesamt wurden 115 Wohnungen, neun Läden und eine Gaststätte gebaut. Die Architekturkonzepte orientieren sich an Heinrich Tessenow und Paul Schultze-Naumburg. Als Architekten waren Hugo Wölfle, Johannes Kramer, Erich Degenkolbe und Willy Zabel tätig. Die kurze Zeit später in der DDR praktizierte Gestaltung in der Form der Nationalen Tradition nach sowjetischem Vorbild, wurde in der Ladenstraße noch nicht umgesetzt.
Die Ladenstraße stellt den Beginn des großflächigeren Wiederaufbaus im schwerzerstörten Magdeburger Stadtzentrum dar. Am zum Komplex gehörenden Haus Bärbogen (Breiter Weg 16) befindet sich ein hieran erinnerndes monumentales Sandsteinrelief.